# Cheste
Cheste  es un pueblo y municipio, español, situado en el interior, en la comarca de la Hoya de Buñol, en la provincia de Valencia, comunidad autónoma de Comunidad Valenciana, a 26 kilómetros de la capital provincial. Cuenta con una población de 9022 habitantes (INE 2024). Su actividad fundamental y tradicionalmente es agrícola, centrada especialmente en el cultivo de la vid. Se trata de un municipio castellanohablante, en el que el castellano cuenta con el predominio lingüístico a nivel legal.

## Toponimia
El origen de Cheste es desconocido, aunque existen varias teorías sobre este nombre:
La primera teoría, la más extendida y apoyada, es que Cheste viene del Griego "Khestes", que era una medida utilizada para medir líquidos como aceite (equivalente a O’539 litros). Está teoría ya aparece en un antiguo escrito eclesiástico y parece estar basada en el importante cultivo del olivo y en la notable presencia griega registrada en esta zona históricamente.
La segunda teoría afirma que Cheste viene del Latín "Sextes" (derivado del Latín "Sextus"), debido al igual que en el caso de cuart de Poblet, a la distancia hasta un núcleo de población importante, en este caso, aparentemente hasta la capital edetana de Edeta, actualmente conocida como Liria.
Finalmente existe la teoría de que procede del Árabe "Xest" que se interpreta como: "sabios sacerdotes que ofician en las Mezquitas". Sin embargo, está teoría ha sido ampliamente discutida debido a la incertidumbre y las escasas pruebas de la presencia de religiosos o templos musulmanes en esta zona.

## Geografía

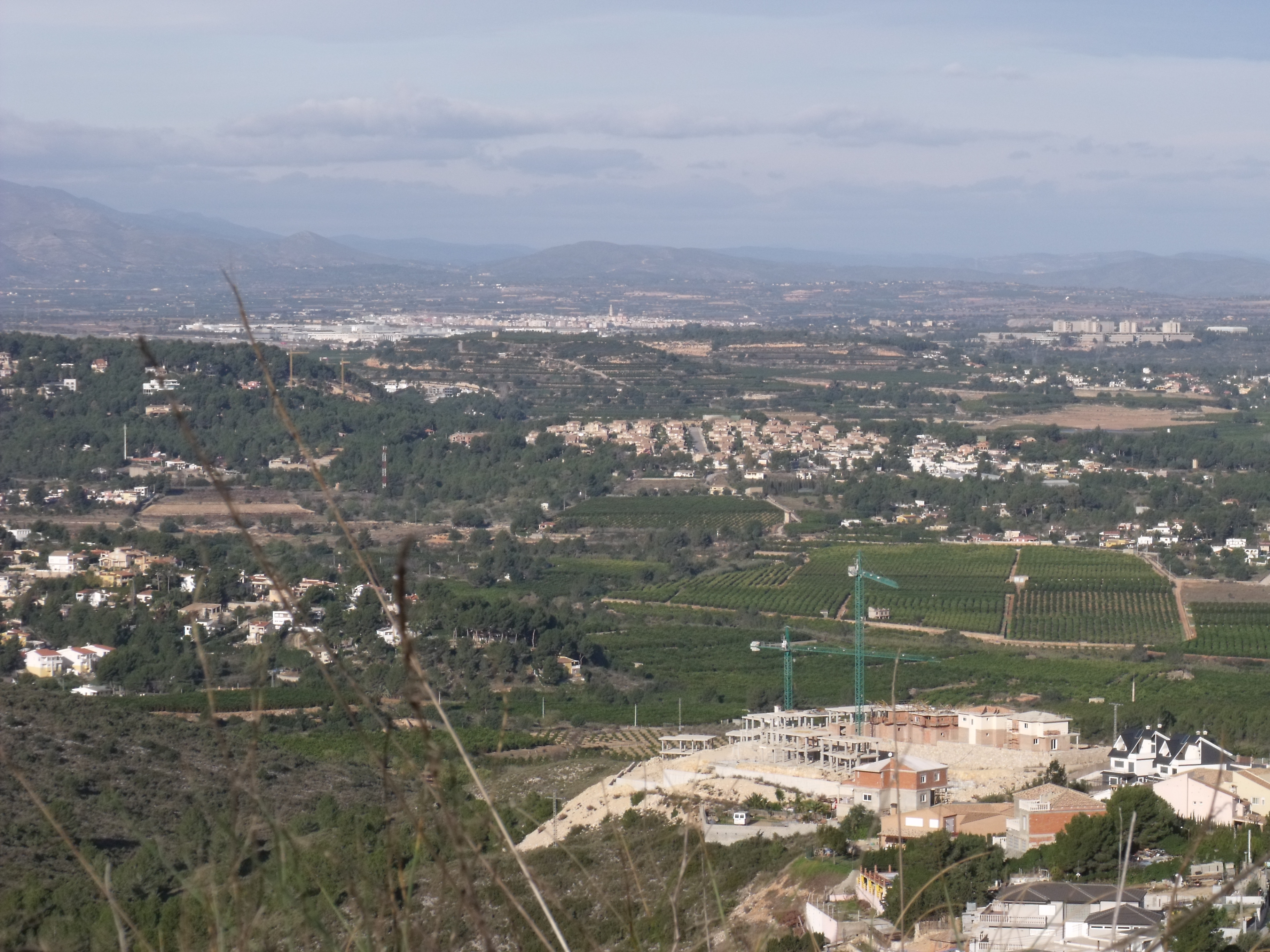
Vista de los términos de Chiva y Cheste, incluyendo el casco urbano de este último y la antigua Universidad Laboral.

El relieve del municipio es predominantemente llano, en la transición entre la sierra de Chiva y la Plana de Cuart. En la lengua de terreno municipal que se adentra en la sierra de Chiva, al noroeste, se encuentran las mayores elevaciones, como el Portillo de San Roque (271 m), La Cumbre (392 m), Alto de los Mojones (426 m) y Alto del Basto (571 m). Cruzan el término varios barrancos: Cuchillo, Pedriza, Cañadafría, Peñarroya, Hondo, Grande y la Rambla de Chiva, que lo atraviesa de oeste a este. La localidad está edificada sobre terreno llano, a 218 m sobre el nivel del mar, aunque tiene una pequeña elevación sobre la que se asienta la iglesia parroquial.
| Noroeste: Gestalgar | Norte: Bugarra, Pedralba y Villamarchante | Noreste: Ribarroja del Turia           |
| Oeste: Chiva        |                                           | Este: Ribarroja del Turia y Loriguilla |
| Suroeste: Chiva     | Sur: Chiva                                | Sureste: Chiva                         |

## Historia
Según Escolano, los primeros pobladores de la región de Cheste debieron ser miembros de algunas tribus pertenecientes a la antigua Edetania. Así lo indican los numerosos yacimientos de diversas épocas, como los restos encontrados en el cerro de "El Castillarejo" (Cerámica ibérica y puntas de lanza de la Edad del Bronce). 

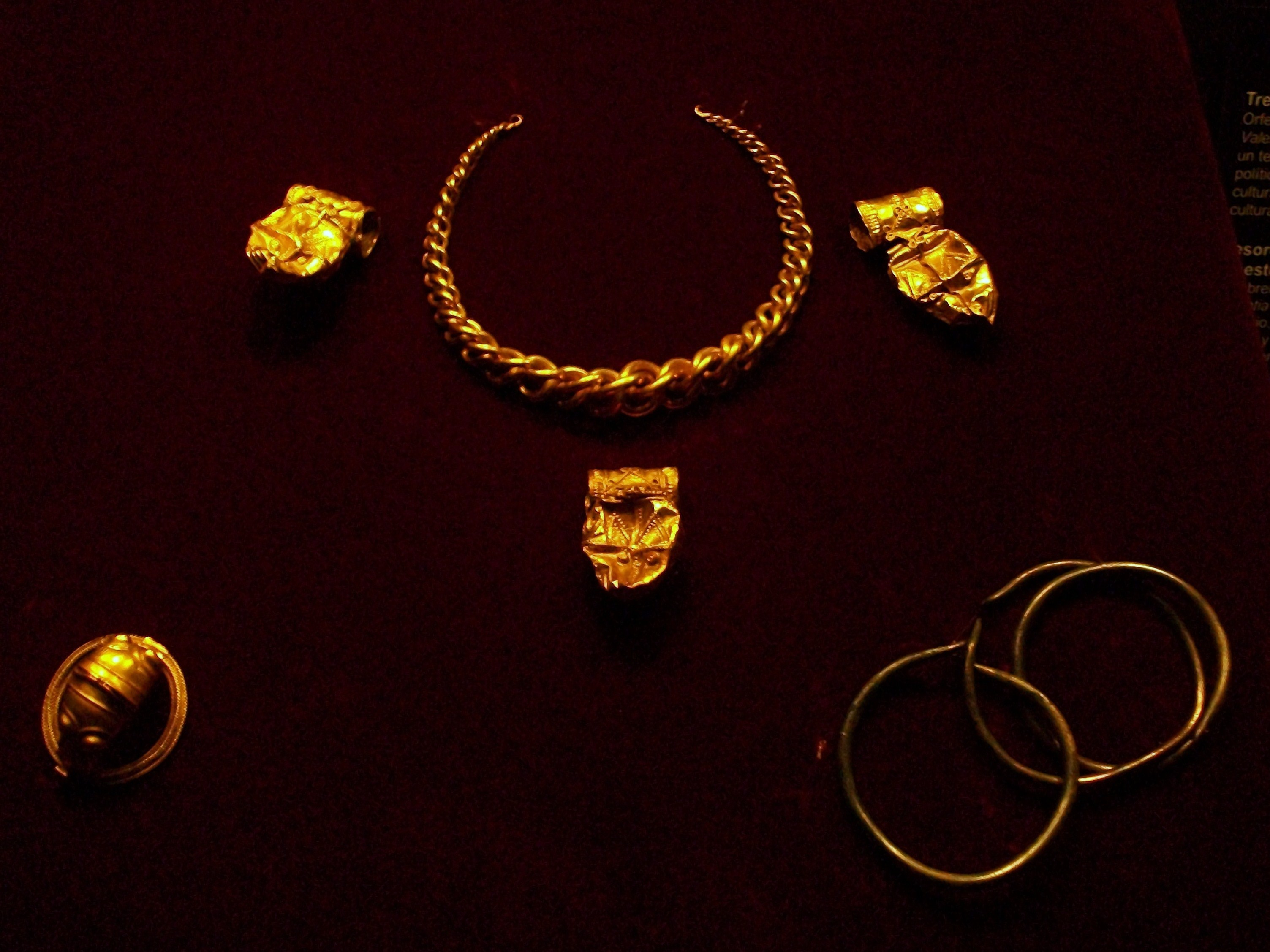
Tesoro de Cheste.

Cabe destacar el llamado Tesoro de Cheste, formado por un conjunto de joyas y monedas de oro y plata, halladas en la partida de «La Safa» en 1864. Entre las monedas destaca un denario Sgdenham 140 (RRC 44.5 desde 211 a. C.) empleado para fechar la ocultación, en plena segunda guerra púnica.
En este término municipal se conocen diversos yacimientos. Existen restos de la cultura eneolítica en la Masía de los Escolapios, las ruinas de sendos poblados de la Edad del Bronce en la Muela y en el Castillarejo, vestigios de un poblamiento ibérico en la partida del Agua Perdida, en el lugar denominado el Mojón por ser el de separación de los términos de Cheste y Chiva, además del hallazgo de joyas antes mencionado en la partida de la Zafa. De época romana, ya de fechas tardías, quedan los restos de una construcción rectangular con paredes de mampostería en la zona de Cambrillas, edificación que fue utilizada en la Edad Media.
La actual población es de origen musulmán. El rey Jaime I la donó a Pedro Cornelio y más tarde a Ximén Pérez de Arenoso, y a la Orden de Montesa. Tras la expulsión de los moriscos quedó reducido a un anejo de Ribarroja. Fue repoblado por el barón Cristóbal Mercader, y fue recuperándose demográficamente, a la vez que se iniciaba una época de progreso. Durante la dominación francesa fue ocupado por las tropas del general Suchet. Durante las guerras carlistas tuvo lugar una importante batalla entre este término y el de Chiva, el 2 de diciembre de 1838, la conocida como Batalla de la Cañada de la Arena.

## Demografía
Cheste cuenta con una población de 9022 habitantes (INE 2024). La gran mayoría de esta población reside en el núcleo urbano del pueblo y, el resto, residen en diseminados rurales. Cheste cuenta con una estable evolución demográfica desde 2009. En cuanto a la demografía, Cheste cuenta con una población envejecida, lo que conlleva más defunciones que nacimientos.
| Gráfica de evolución demográfica de Cheste entre 1842 y 2021                                                        |
| |
| Población de derecho según los censos de población del INE Población de hecho según los censos de población del INE |

| Población | 4732 | 5548 | 6039 | 5826 | 6110 | 5101 | 5100 | 5210 | 5221 | 5966 | 7424 | 6726 | 6857 | 7027 | 7425 | 7872 |

## Economía
Basada tradicionalmente en la agricultura. Tradicionalmente han destacado los cultivos de secano (vid, algarrobo, olivar), aunque en los últimos años con la implantación del riego a goteo, se han transformado zonas de secano en regadío. La población cuenta con una de las Cooperativas más antiguas de España, Cheste Agraria, que elabora buenos vinos (sobre todo procedentes de la variedad moscatel de Alejandría). Los cultivos de regadío se destinan en su mayoría a cultivos citrícolas.
En los últimos tiempos la agricultura ha ido perdiendo peso en la economía chestana, frente a los servicios y la industria.

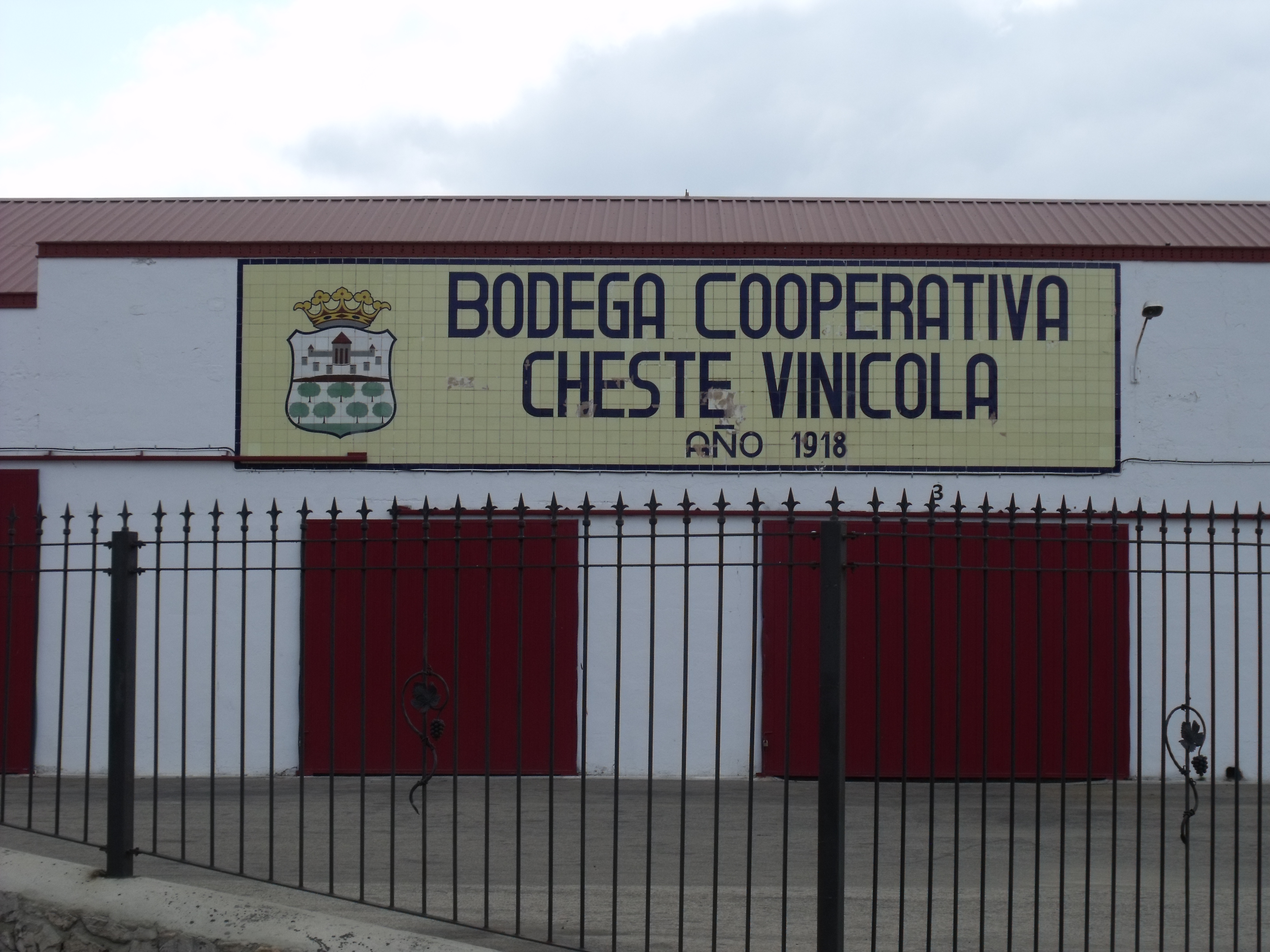
Bodega cooperativa.
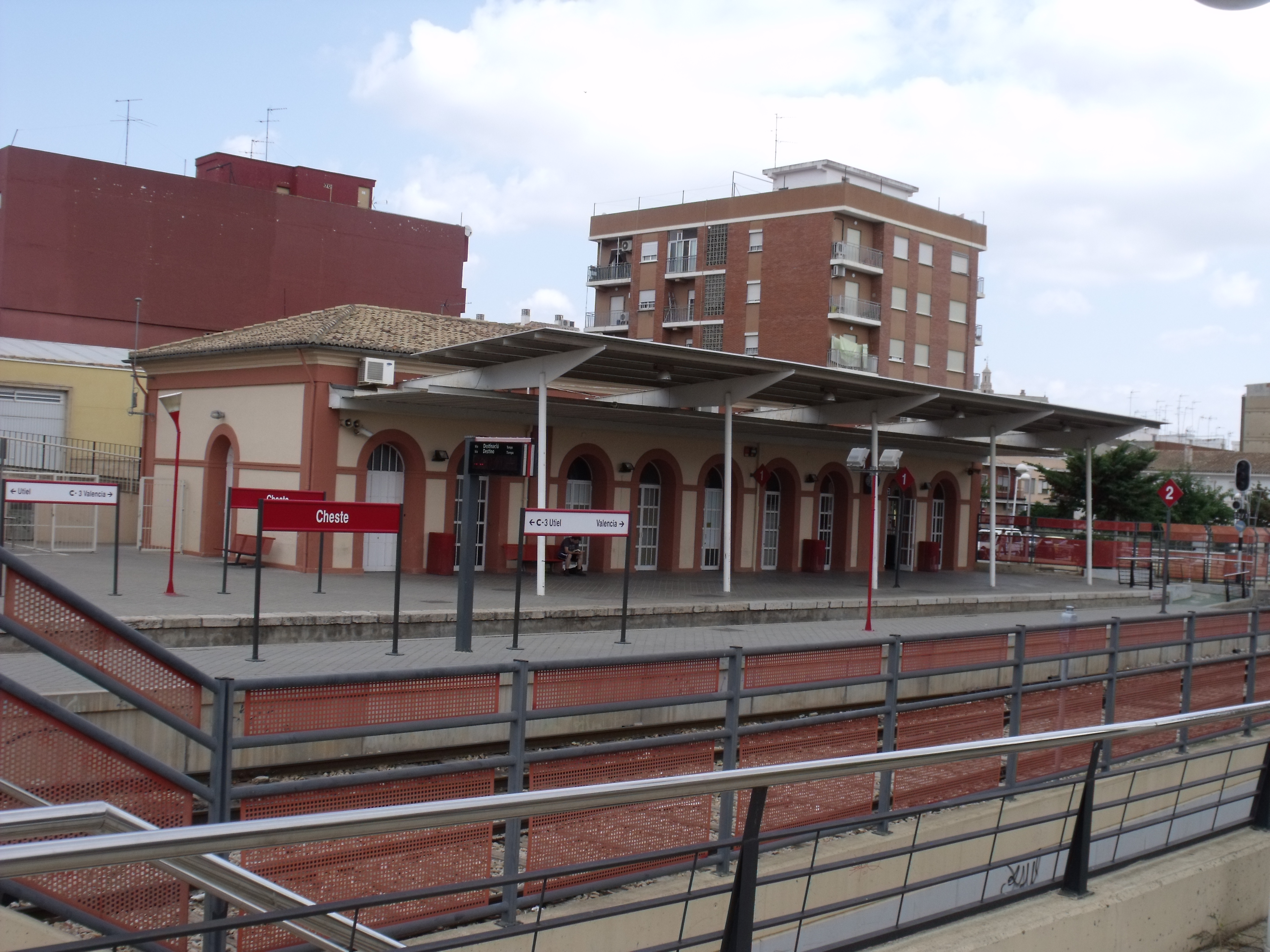
Estación de ferrocarril.

## Administración y política
| Periodo   | Nombre                                                              | Partido   |
| --------- | ------------------------------------------------------------------- | --------- |
| 1979-1983 | Matias Morell Cortés                                                | PSPV-PSOE |
| 1983-1987 | Matias Morell Cortés (1983-1986) Ricardo Cervera Millán (1986-1987) | PSPV-PSOE |
| 1987-1991 | Raimundo Tarín García                                               | PSPV-PSOE |
| 1991-1995 | Raimundo Tarín García                                               | PSPV-PSOE |
| 1995-1999 | Mª Sagrario Sánchez Cortés                                          | PP        |
| 1999-2003 | Mª Sagrario Sánchez Cortés                                          | PP        |
| 2003-2007 | Raimundo Tarín García                                               | PSPV-PSOE |
| 2007-2011 | David Doménech Pérez                                                | PP        |
| 2011-2015 | David Doménech Pérez                                                | PP        |
| 2015-2019 | José Morell Roser                                                   | PSPV-PSOE |
| 2019-2023 | José Morell Roser                                                   | PSPV-PSOE |
| 2023-act. | José Morell Roser                                                   | PSPV-PSOE |

## Comunicaciones

### Por carretera
El término municipal está atravesado por la autovía del Este entre los pK 330 y 331 además de por la carretera autonómica CV-50 que permite la comunicación con Villamarchante y Godelleta.

### En tren
Cuenta con una estación de ferrocarril, donde presta servicio la línea C-3 de Cercanías Valencia. Debido a la Dana ocurrida el 29 de octubre de 2024, se puso en pausa su funcionamiento debido a la destrucción de las vías, dando un servicio alternativo con buses y trenuses a modo de sustitución.

### En autobús
Las siguientes líneas de MetroBus Valencia prestan servicio al municipio.
| Línea | Recorrido                                             | Operador        |
| ----- | ----------------------------------------------------- | --------------- |
| 431A  | Cheste - Valencia                                     | Autocares Buñol |
| 431B  | Cheste - Valencia (por Urbanización Olimar)           | Autocares Buñol |
| 432A  | Yátova - Turís - Hospital de Manises (por Cheste)     | Autocares Buñol |
| 432B  | Yátova - Turís - Hospital de Manises (por Loriguilla) | Autocares Buñol |
| 435B  | Yátova - València (por Cheste)                        | Autocares Buñol |
| 435C  | Yátova - València (por Cheste y urbanización Olimar)  | Autocares Buñol |

## Patrimonio

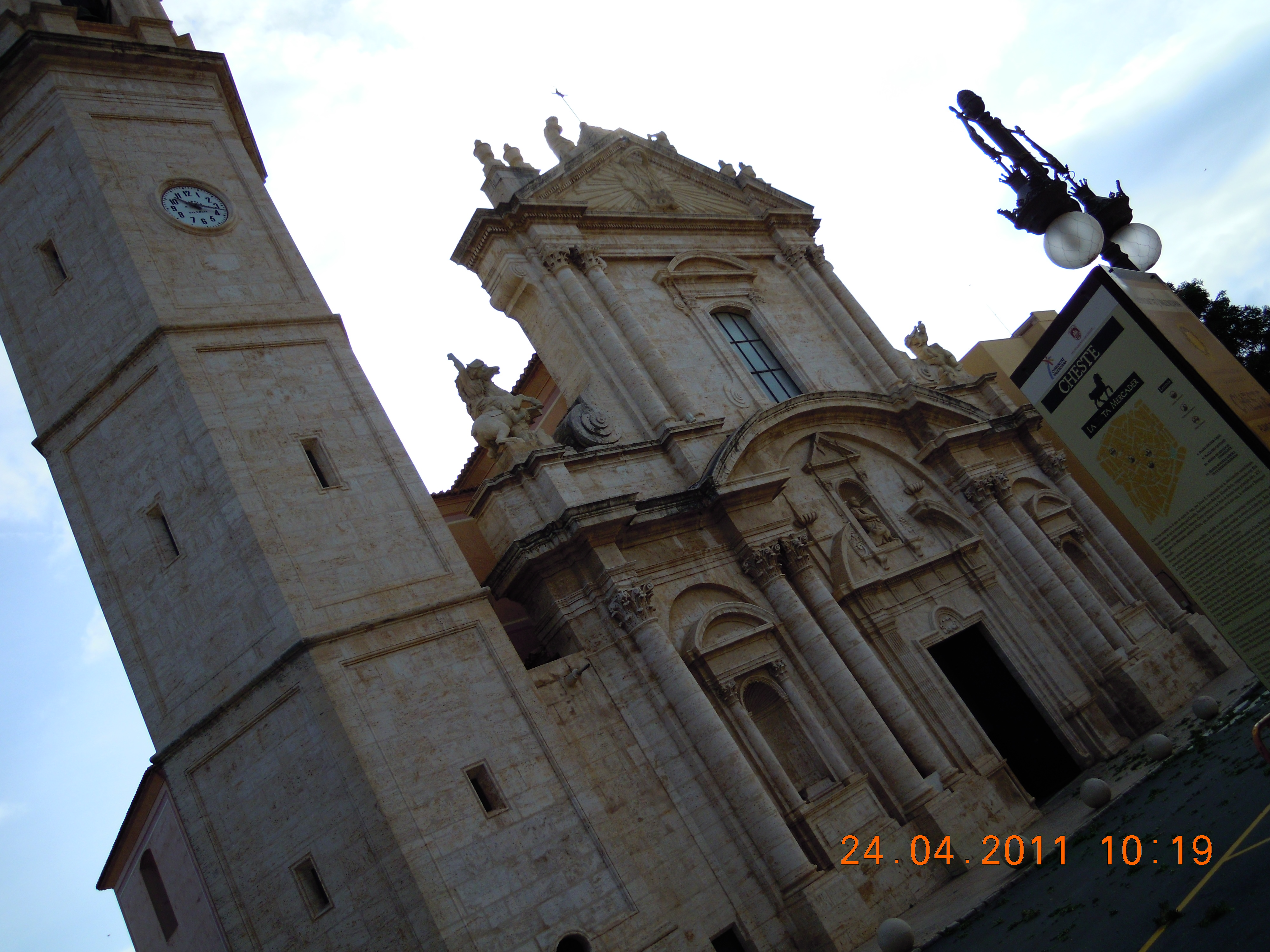
Fachada de la iglesia de San Lucas Evangelista.

- Iglesia parroquial. Dedicada a San Lucas Evangelista y construida en el siglo XVIII.
- Ermita San Vicente Ferrer. Edificada en 1573, en ella se encuentra la imagen de la Virgen de la Soledad Gloriosa, patrona de la localidad.
- Casas señoriales del siglo XIX. Caserones de finales del siglo XIX situados en el centro de la localidad.

## Personas notables
- Rafael Dutrús Zamora (Llapisera) 1892-1960, creador del toreo cómico, creador de diversas suertes del toreo entre ellas, la chicuelina y la manoletina.
- Francisco Máñez Sánchez (Cheste, 1888 — Zaragoza, 1969), impulsor del esperanto en Cheste
- José María Haro Salvador (Cheste, 24 de abril de 1904- Valencia, 6 de agosto de 1965.)
- Ricardo Marín Ibáñez (Cheste, provincia de Valencia, 1922- ibídem, 1 de mayo de 1999), pedagogo español.
- Carlos Corberán (Cheste, 7 de abril de 1983) entrenador del Valencia C.F.

## Lugares de interés
- Circuito Ricardo Tormo: sede del Gran Premio de la Comunidad Valenciana y pista de pruebas invernal de MotoGP, Moto2 y Moto3.
- Centro Educativo de Cheste: antigua Universidad Laboral de Cheste. Se trata de uno de los recintos docentes más grandes de Europa con diversas construcciones vanguardistas de finales de los años 60. Entre ellos destaca la iglesia (de planta redonda) y el paraninfo.
- Diversos parques y jardines: el polideportivo, la plaza de la II República, donde se pueden contemplar las ruinas de un molino del siglo XIV, plaza de Aragón o antigua alameda y el parque de la Lomiquia.
- Lugarico viejo: núcleo urbano de la población, originario del siglo XIII. Más arriba estaba el antiguo castillo, del cual no quedan vestigios, solo una plaza recuerda su nombre, aunque en alguna de las casas de la zona se pueden contemplar piedras del mismo.
- Cheste también es conocido por la presencia de hablantes de esperanto desde 1909, cuando un agricultor, Francisco Máñez, lo aprendió de forma autodidacta y lo fomentó en la localidad. Actualmente se estiman en doscientos esperantistas. El pueblo cuenta con una asociación esperantista llamado "Lum Radio" y además cuenta con tres calles dedicadas a personajes relacionados con el esperanto: calle Doctor Zamenhof, calle Enrique Arnau y calle Francisco Máñez.[7][8]

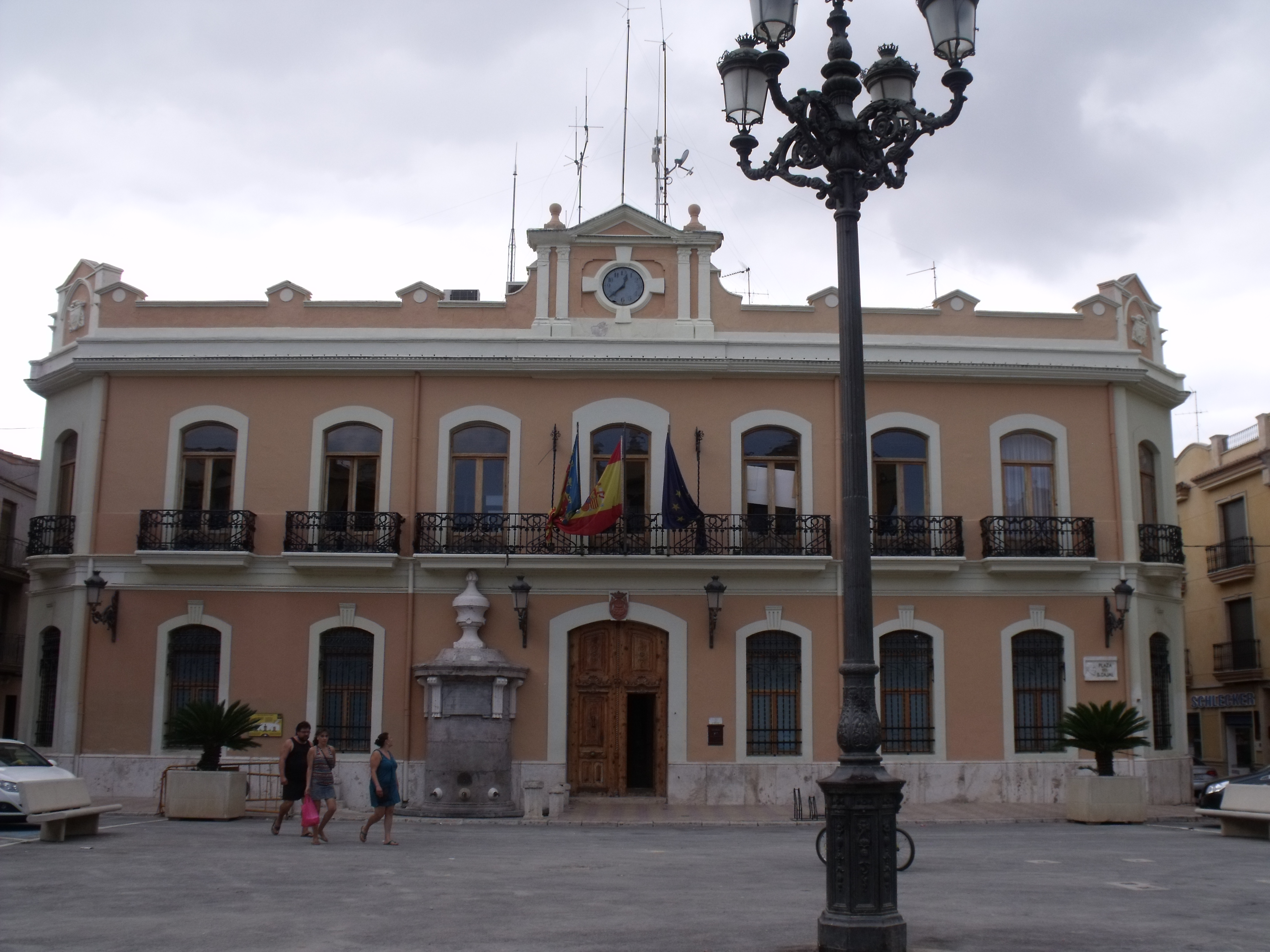
Ayuntamiento.
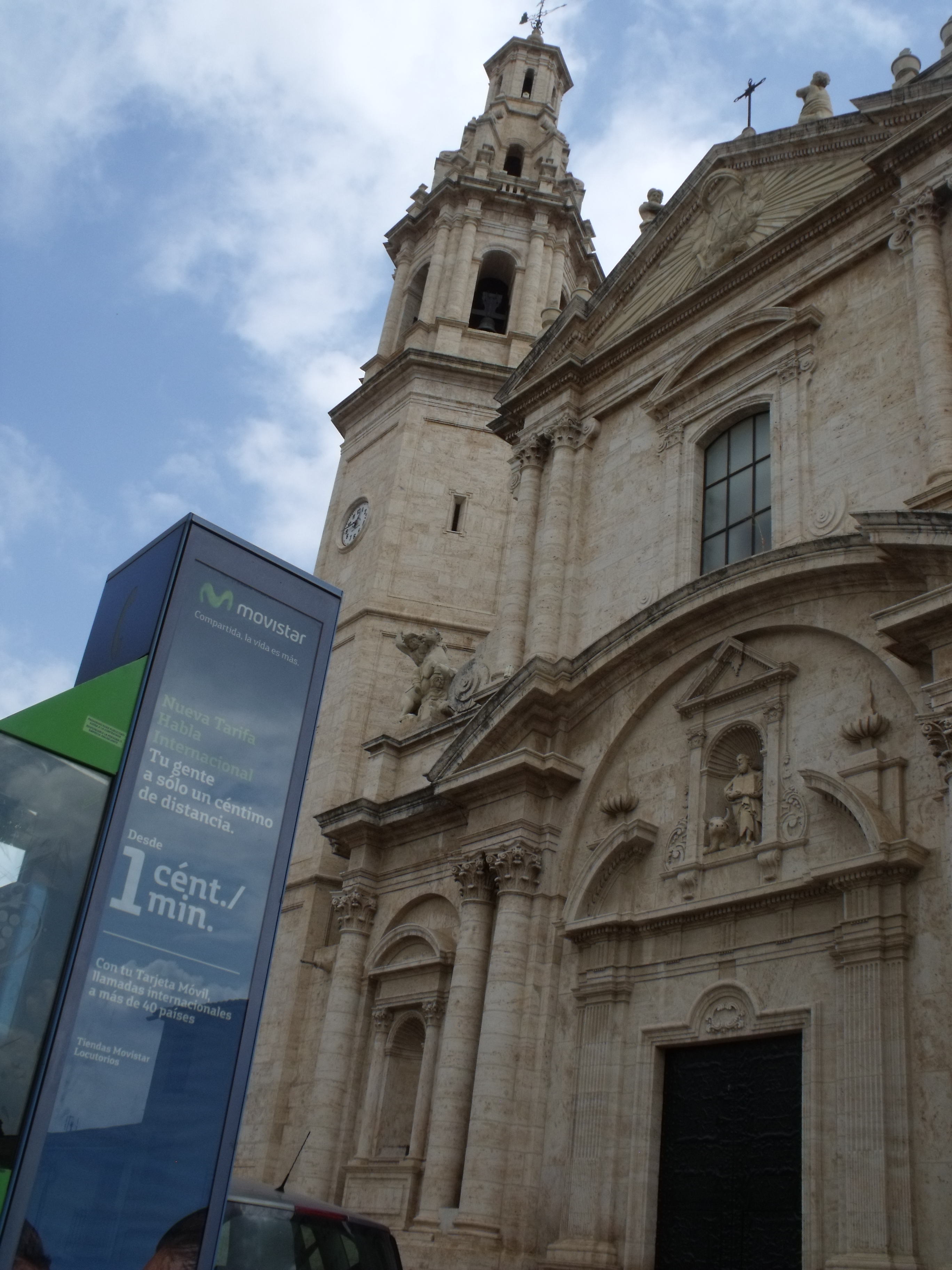
Iglesia parroquial de San Lucas Evangelista.
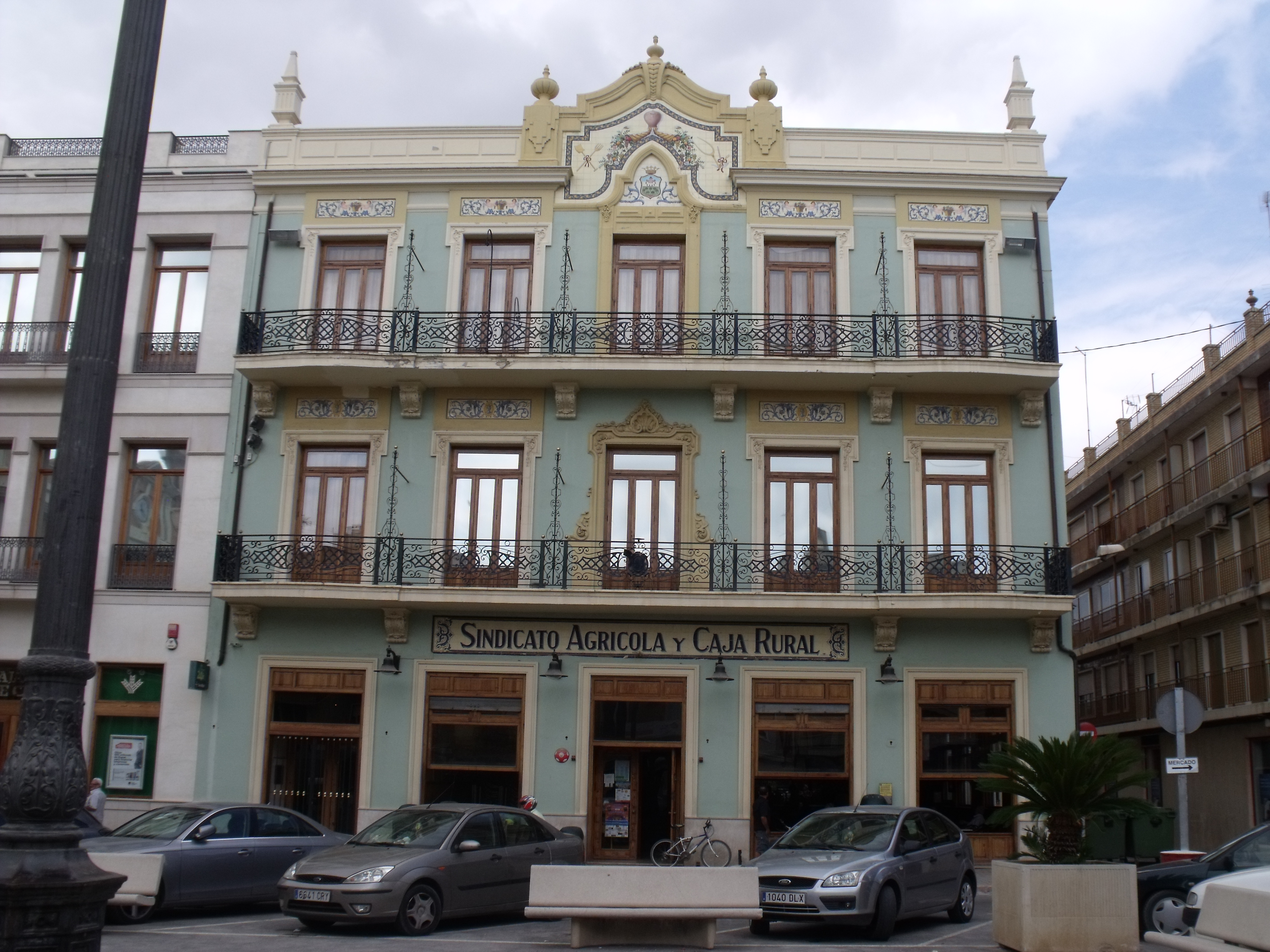
Sindicato Agrícola y Caja Rural.
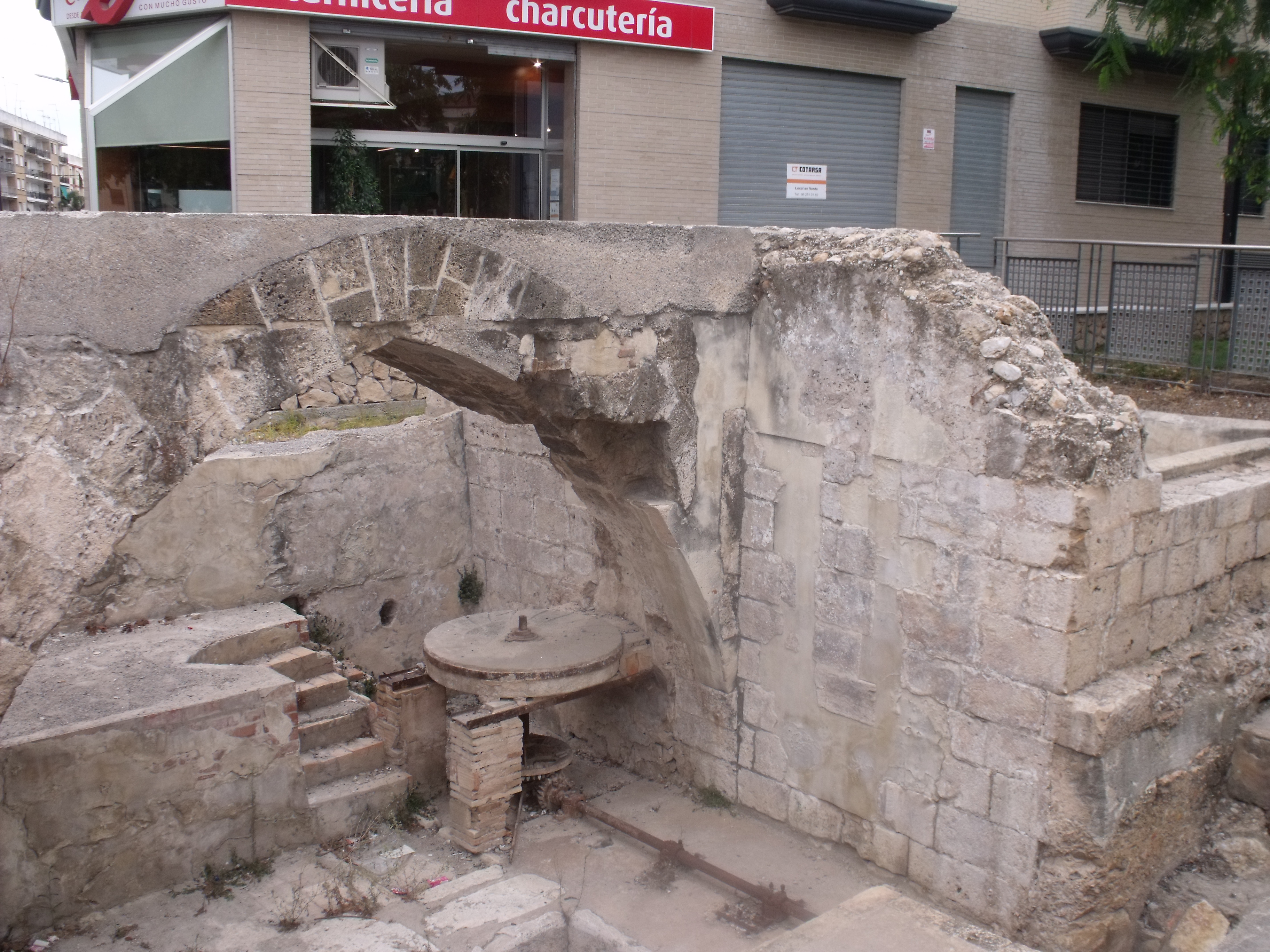
Restos del antiguo molino harinero.
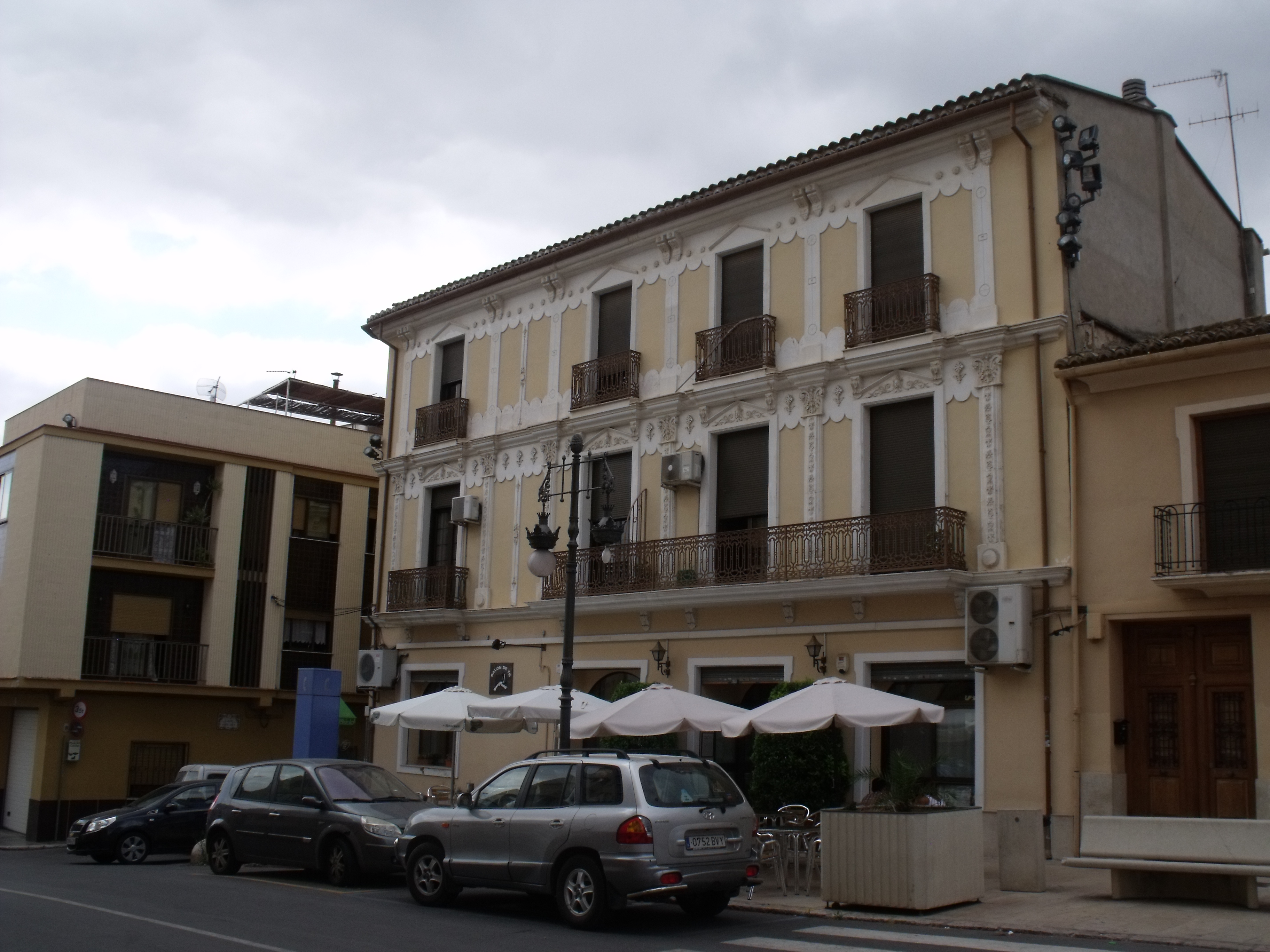
Plaza de la iglesia.
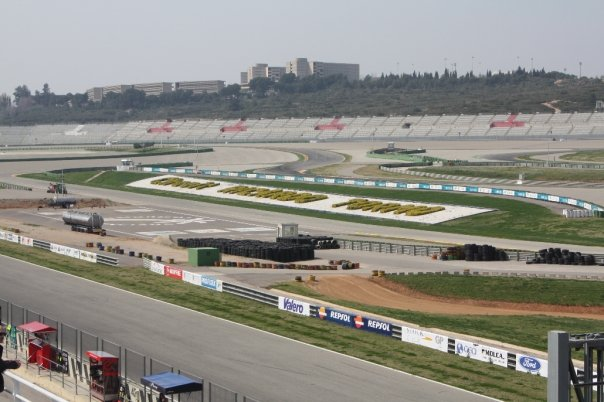
Circuito Ricardo Tormo.

## Fiestas locales
- Virgen de la Soledad Gloriosa de María: Fiestas patronales el domingo siguiente a la Pascua de Resurrección.
- San Lucas Evangelista: Segunda quincena de octubre. (18 de octubre). También son conocidas como las fiestas de la Vendimia. Estas fiestas se abren con la Presentación de la Reina y de su Corte de Honor, formada por jóvenes del pueblo. En esta festividad las madres y padres de los chestanos confeccionan un trono de manera manual siguiendo la tradición, en la presencia del cual se harán ofrendas a la Reina de las fiestas.[9]
- Fallas: Se destaca la Cabalgata del día de San José, en la que las carrozas se hacen a totalmente a mano por los falleros de las 2 comisiones falleras de la población.[10]
- GP de la Comunidad Valenciana de motociclismo: El fin de semana de la celebración del GP de la Comunidad Valenciana de motociclismo, miles de moteros de todas partes del mundo visitan la población. Es una época en la que se organiza una fiesta importante con diversas carpas, disco-móviles y demás eventos que entretienen a los visitantes.[11]
- Feria de Julio: En 2008, la feria de julio incluyó la celebración del Toro de Cuerda.

## Dana
La DANA que afectó a la Comunidad Valenciana en octubre de 2024 tuvo un impacto significativo en Cheste. Las intensas lluvias provocaron inundaciones que aislaron la localidad, dañaron infraestructuras y afectaron gravemente a viviendas, actividades económicas y terrenos agrícolas.
El circuito Ricardo Tormo, conocido por albergar el Gran Premio de MotoGP, sufrió daños en sus accesos y aparcamientos, aunque la pista permaneció en buen estado. A pesar de los esfuerzos por reparar las infraestructuras, la localidad permaneció incomunicada durante varios días, sin acceso a electricidad, internet ni telefonía, lo que dificultó las labores de emergencia y asistencia.
Ante la magnitud de los daños, el Gobierno central habilitó una oficina de atención a las personas afectadas por la DANA en Cheste. Esta oficina, operada por personal de Correos y Tragsa, facilitó la tramitación de ayudas disponibles tanto de la Generalidad Valenciana como del Ministerio del Interior. Se ofrecieron ayudas directas de hasta 6000 euros para paliar la pérdida de bienes de primera necesidad y ayudas al alquiler de hasta 800 euros mensuales para quienes perdieron su vivienda habitual. Además, se habilitaron líneas de apoyo para daños en viviendas y negocios hasta el 7 de enero de 2025.
En diciembre de 2024, el Ayuntamiento de Cheste aprobó las bases para distribuir una donación de 2,6 millones de euros de la Fundación Amancio Ortega, destinada principalmente a ayudar a los agricultores afectados por la DANA. Las ayudas directas oscilaban entre 3000 y 10 000 euros por persona, dependiendo de la gravedad de los daños sufridos. El plazo para solicitar estas ayudas finalizó el 13 de enero de 2025.
La recuperación de Cheste tras la DANA ha contado con el apoyo de diversas entidades. MotoGP, en colaboración con la Generalidad Valenciana, anunció una ayuda de 1,6 millones de euros para las localidades de Cheste y Chiva.
La respuesta institucional y la solidaridad de la comunidad han sido fundamentales para la recuperación de Cheste tras los devastadores efectos de la DANA de octubre de 2024.